# Vocalcom
Vocalcom  est un éditeur solutions de centre de contact et d’expérience client omnicanal dans le Cloud.

## Formation
Fondé en 1995 à Paris par Anthony Dinis, le groupe français Vocalcom compte aujourd'hui plus de 280 salariés, 3 500 clients et plus de 400 000 positions installées dans le monde. Il est présent dans plus de 38 pays, avec des bureaux en Algérie, Argentine, en Belgique, Brésil, Canada, Danemark, Émirats arabes unis, Espagne, États-Unis, France, Italie, Maroc, Mexique, Pays-Bas, Tunisie et Royaume-Uni. Il a terminé l'année 2007 avec un revenu supérieur à € 90 millions, ce qui le place comme le premier groupe européen et l'un des principaux fournisseurs mondiaux de la technologie de contact centers.

## Reconnaissance
En France, la suite logicielle Vocalcom est reconnue d'intérêt pédagogique (RIP) par le ministère de l'Éducation nationale.
En Europe, Vocalcom a reçu en 2004 le Label européen de l'Innovation dans le cadre du programme EUREKA de coopération technologique regroupant 33 pays d'Europe et l'Union européenne.
Dans le monde, Vocalcom est élu produit de l'année pour la 5e année consécutive aux États-Unis par TMC.
Anthony Dinis a souvent été classé comme l’un des innovateurs français de l’industrie des centres d’appels, au même titre que Daniel Julien, le fondateur de Teleperformance, leader mondial de l’expérience client externalisée
La société a accueilli dans son capital, depuis 2011, un des leaders européens du capital investissement, Apax Partners,,, spécialisée notamment dans le secteur du IT.
En janvier 2015, une augmentation de capital a été effectuée et souscrite par les mêmes actionnaires et le fondateur.

## Produits et services
Dans la liste des produits fournis par Vocalcom on peut trouver des logiciels comme Predictive Dialer, le distributeur automatique d’appels (ACD (en)), La Réponse vocale interactive (IVR), L’Enregistrement d’Appel, La Téléphonie Informatique, La Reconnaissance Vocale, le CTI, la supervision et la gestion des courriels.
Vocalcom utilise dans les centres de contacts des plates-formes comme Asterisk, HMP, le Langage Naturel, Dialogic et Avaya.
Avec l'avènement des réseaux sociaux et les changements induits par l'e-commerce, Vocalcom a créé de nouveaux outils tels que The Drive, borne interactive de support à la vente, Octopus, solution de click-to-call et click-to-chat pour sites internet, et The Link, solution de recommandation sur les réseaux sociaux.
Les solutions développées visent désormais à améliorer l’expérience client multicanal, enjeu majeur pour les entreprises ; c’est à ce titre que Vocalcom est devenu, dès sa première édition un des sponsors d'Experience Client The French Forum.
Le magazine spécialisé En-Contact a de nouveau classé la solution Hermes pro comme l’une des solutions les plus efficaces de télémarketing et gestion des contacts clients.
La solution RecordSign dévoilée en mars 2015, et qui permet l’enregistrement de conversations et leurs stockage sécurisé dans le cloud, chez un tiers de confiance, permet de transformer l’acte de vente à distance qu’elle rend plus simple et fluide. C’est au salon stratégie clients 2015 qu’elle sera dévoilée en exclusivité.
16 avril 2015, Vocalcom remporte le trophée des Vénus de l’Innovation du marketing digital et la relation client, dans la catégorie CRM, e-CRM et CRM Social.